# Jim Armstrong
James Michael Armstrong, noto anche come Jim Armstrong o con lo pseudonimo Big Jim (Albury, 14 luglio 1917 – Sydney, 8 luglio 1981), è stato un lottatore, rugbista a 13 e allenatore di rugby a 13 australiano, specializzato nello stile greco-romano e libero.

## Biografia
Praticò il rugby a 13 e la lotta olimpica.
Fu selezionato per giocare per la nazionale australiana di rugby a 13 contro la Gran Bretagna nel ruolo di attaccante in prima fila nel terzo e decisivo test di Ashes nel 1946, diventando Kangaroo n. 233.
Fece parte della spedizione dell'Australia ai Giochi olimpici estivi di Londra 1948, dove vinse la medaglia di bronzo nei torneo dei pesi massimi. Durante il suo percorso: al primo turno sconfisse ai punti il britannico Fred Oberlander; al secondo turno fu schienato dall'ungherese Gyula Bóbis, poi vincitore della medaglia d'oro; al terzo turno superò lo statunitense Dick Hutton ritiratosi; al quarto turno schienò il turco Sadik Esen; nel turno finale per il secondo posto perse contro lo svedese Bertil Antonsson.
Ai Giochi dell'Impero Britannico di Auckland 1950 vinse la medaglia d'oro nella lotta libera, categoria pesi massimi (+87 kg).
Dopo una lunga assenza dai campionati maggiori, fu convocato per l'Olimpiade di Roma 1960, ma un infortunio al ginocchio lo costrinse a rinunciare alla rassenga olimpica.
Ai Giochi dell'Impero e del Commonwealth Britannico di Perth 1962 vinse la medaglia di bronzo nella lotta libera dei pesi mediomassimi (-97 kg)
In carriera fu campione d'Australia dei pesi massimi in cinque occasioni: 1946, 1948, 1950, 1960 e 1961.
Dopo il ritiro dall'attività agonistica divenne allenatore di rugby nella categorie giovanili.

## Palmarès
- Giochi olimpici

Londra 1948: bronzo nella lotta greco-romana pesi massimi
- Giochi dell'Impero Britannico

Auckland 1950: oro nella lotta libera pesi massimi;
Perth 1962: bronzo nella lotta libera pesi mediomassimi